# Andrei Derevenko
Andréi Ereméievich Derevenko (en ruso: Андрей Еремеевич Деревенько; 19 (31) de agosto de 1878- 1921?) suboficial de la tripulación de la Guardia de la Armada Imperial Rusa, y sirviente personal de 1906 a 1917 del zarévich Alekséi Nikoláievich Románov. 

## Biografía
Nació en Volinia, en el pueblo de Horopái, uyezd de Novohrad-Volynsky, Gobernación de Volinia del Imperio ruso (actualmente raión de Zviáhel de la óblast de Zhytómyr de Ucrania) en una familia de campesinos ucranianos. Estaba alfabetizado (tenía una educación primaria).

### Servicio en laMarina
A finales de 1899, fue llamado al servicio militar en la Flota del Báltico del Imperio ruso, y el 5 de enero de 1900 se alistó en la tripulación de la Guardia como marinero de segunda clase.
En septiembre de 1901, se convirtió en marinero-artillero y gimnasta-instructor. Desde el 1 de enero de 1902, marinero de primera clase, e instructor de gimnasia. El 12 de octubre de 1905, se le concedió un reloj de plata con el escudo imperial y en noviembre del mismo año fue ascendido a intendente.
Se distinguió por una gran fuerza física, físico robusto, buen carácter, y talante equilibrado.
En 1902-1906, estuvo en viajes, nacionales y extranjeros, en el yate imperial Estrella Polar (Polyárnaya Zvezdá).
En mayo de 1906, fue elegido como sirviente personal del zarévich Alekséi, contratado para servir en la corte.
En enero de 1907, fue ascendido a contramaestre, como parte de la tripulación del yate imperial Standart.
A lo largo de los años de servicio, recibió muchos premios, incluidas medallas rusas con la inscripción "Por diligencia", medallas conmemorativas rusas, muchas medallas extranjeras de oro y plata, y también la cruz de plata de la Orden de Hesse de Felipe el Magnánimo.
En 1914, se le concedió la ciudadanía honoraria personal. No participó en la Primera Guerra Mundial.
El 1 de julio de 1917, se retiró del servicio naval.

#### "Tío" del zarévich Alekséi
El 13 de mayo de 1906, el intendente Derevenko fue contratado para servir en la Corte Imperial (sin despido del servicio en la tripulación de la Guardia) y fue nombrado "tío" (sirviente personal) del zarévich y gran duque Alekséi Nikoláievich.
- Adopción del cargo:

La grave enfermedad incurable de Alekséi, la hemofilia, requería la presencia constante en su entorno de personas responsables de su seguridad física y salud. A pesar de su enfermedad, el niño era inquieto, el personal femenino no podía seguir el ritmo del heredero en todos los casos, y la menor herida podía provocar una hemorragia interna y las consecuencias más trágicas.  
Cada año, la familia imperial navegaba a lo largo de los islotes finlandeses, durante los cuales varios marineros eran asignados personalmente a los niños reales, quienes los cuidaban cuando estaban en cubierta. Los niños se movían mucho e incluso patinaban en la cubierta. El 14 de mayo de 1906, Andréi Derevenko fue presentado a Nicolás II en Peterhof, y al mismo tiempo fue incluido en las listas de los sirvientes de la corte con la tarea principal de cuidar al heredero mientras la familia real estaba en el mar. Desempeñó este deber por primera vez durante el viaje del yate imperial Standart a lo largo de los islotes finlandeses en agosto de 1906. Desde entonces, en la lista de personas presentes en el entorno de los "niños augustos", junto con las "niñeras", apareció el marinero, el "tío" Andréi Derevenko.  
Aparentemente, estaban satisfechos con su servicio, y se decidió darle un estatus oficial al nuevo cargo de "tío". El 12 de noviembre de 1906, el jefe de la Oficina de la Emperatriz Alejandra, Conde Rostóvtsov, en una nota remitida a las habitaciones de Su Alteza Imperial, dijo que "Su Majestad la Emperatriz Alejandra Fiódorovna desea que desde el 13 de mayo de 1906, el intendente de la Tripulación de la Guardia Andréi Derevenko fuera llamado "tío" bajo Su Alteza Imperial". Así, el apodo "tío" adquirió un carácter oficial.
- Incidente de la isla Gronscher:

En el verano de 1907, el yate imperial Standart con la familia imperial a bordo realizó su tradicional paseo por los islotes finlandeses. En el área de la isla Gronscher, el navío se topó con una roca submarina, no indicada en los mapas. El golpe fue tan fuerte que las calderas de vapor se soltaron de sus bases y el yate solo pudo ser retirado del arrecife 10 días después, tras lo cual el Standart fue remolcado al muelle para su revisión.  
Durante el incidente, Derevenko mostró su mejor disposición y, a ojos de la emperatriz, hizo todo lo posible para proteger al heredero. Anna Výrubova contó:
"Sentimos una sacudida terrible. Parecía que el barco saltó en el aire y volvió a caer al agua. Luego se detuvo y su banda de babor comenzó a escorarse. Todo sucedió al instante. Platos y jarrones con flores cayeron al suelo. La emperatriz gritó horrorizada, los niños asustados temblaron y lloraron; el emperador mantuvo la calma. Explicó que habíamos chocado con un escollo. Se escuchó el sonido del silbato y todo el equipo de doscientas personas salió corriendo a cubierta. Un marinero de enorme estatura, Derevenko, se hizo cargo del heredero. Fue contratado para proteger al heredero de posibles magulladuras. Derevenko agarró al niño y corrió con él hasta la proa del barco. Se dio cuenta de que las calderas estaban ubicadas justo debajo del comedor y que esa parte del barco podría ser la primera en sufrir".
Tras el incidente, la confianza de la familia imperial en Derevenko se fortaleció, y el incidente en sí mismo se cubrió de muchas leyendas. El historiador I.V. Zimín citó las transformaciones más características, en su opinión, que ocurrieron en la descripción de la historia años después: el escollo se convirtió en una mina submarina, y el valiente marinero Derevenko se arrojaba al agua desde la cubierta de un barco que se hundía con un príncipe heredero de dos años en sus manos.  
- Sirviente indispensable:

La habitación de Derevenko en todas las residencias imperiales estaba ubicada al lado del dormitorio del zarévich. Alekséi Nikoláievich lo llamó "Dina". Derevenko fue valorado principalmente porque sabía cómo llevarse bien con el niño. Anna Výrubova escribió en sus memorias: “El marinero montó a Alekséi en bicicleta por el parque en Tsárskoye Seló. Los hijos de Derevenko a menudo venían a jugar con el Heredero, y generalmente les pasaban toda la ropa de Alekséi. Cuando el Heredero estaba enfermo y lloraba por la noche, Derevenko se sentaba junto a su cama. El pobre niño nunca tuvo apetito, pero Derevenko supo cómo persuadirlo. Cuando el Heredero tenía seis o siete años, su educación se confió a un maestro, y Derevenko se quedó con él como sirviente ... no lo malcrió, aunque era muy devoto y tenía mucha paciencia".
No a todos les gustó el comportamiento de Derevenko. M. K. Lemke escribió sobre él en sus memorias "250 días en la sede real": "Un marinero de apariencia alegre, con un toque descarado ... es una personalidad; todos están muy atentos a él, adulándolo, regalándole cigarrillos ... (...)". Pierre Gilliard recordó que Derevenko obligaba a las personas de las clases bajas que acudían ante Alekséi Nikoláievich (como campesinos y similares) a arrodillarse ante él. Al mismo tiempo, el zarévich se sonrojaba profundamente y no sabía cómo comportarse. Gilliard tuvo que tener una conversación con el "tío", explicándole la inadmisibilidad de tan excesivo servilismo, tras lo cual esto cesó.
Al ser introducido en el círculo íntimo del heredero al trono ruso, aparentemente entendió el significado de su posición y en uno de los momentos dramáticos en la vida de la familia imperial, durante la crisis en Spala, cuando debido a un ataque de hemofilia el heredero casi muere por una hemorragia interna, incluso trató de llevar un diario, escribiendo entradas regulares del 1 de septiembre al 28 de octubre de 1912.  
A medida que el zarévich crecía, el "tío" ya no podía hacer frente a la creciente gama de funciones, y en noviembre de 1913, otro marinero del Standart, Klimenty Nagorny se unió a él como asistente.
- Recompensa económica:

Derevenko recibió un salario muy decente. A partir de enero de 1914, consistía en: de las cantidades asignadas para el Heredero Zarévich - 360 rublos, el salario de la tripulación de la Guardia - 444 rublos, emisiones adicionales de la tripulación de la Guardia - 579 rublos, que finalmente ascendieron a 1383 rublos por año. Además, hubo varios pagos indirectos.
La familia imperial se preocupaba por su familia. Por ejemplo, en noviembre de 1910, Alejandra Fiódorovna descubrió que su hermana estaba enferma en su tierra natal y le ordenó que se fuera de vacaciones a visitarla, y él y su esposa recibieron dinero para el viaje. En marzo de 1912, el hijo de Derevenko fue operado a expensas de palacio en el hospital de la comunidad Exaltación de la Cruz, "para lo cual se transfirieron 18 rublos allí de la Oficina de la emperatriz Alejandra Fiódorovna". Derevenko gastaba 350 rublos al año para la educación de sus hijos, por ejemplo: les enseñó francés y le pagó a un maestro en casa 20 rublos al mes. En diciembre de 1915, solicitó a la emperatriz una asignación anual para la educación de los niños. El dinero solicitado se le asignó inmediatamente.  
Pero también hubo sanciones monetarias. Por ejemplo, en abril de 1912, la Oficina de la Emperatriz recibió una carta firmada por el teniente general, jefe del Departamento del Mariscal, en la que “para aquellos que no regresaron a la despensa de servicio de Livadia en el otoño de 1911, una cucharada al precio simple de 12 kopeks y dos simples tenedores de mesa de 10 kopeks por pieza” al contramaestre financieramente responsable Derevenko se le ofreció devolver 32 kopeks.

#### Después de la Revolución
Tras la Revolución de Febrero de 1917, la actitud de varias personas del círculo más cercano de la familia imperial hacia esta última sufrió cambios significativos. El comportamiento de Andréi Derevenko provocó críticas por parte de quienes se mantuvieron leales a la familia del emperador abdicado.  
En los primeros días de los disturbios, él, como suboficial de la tripulación de la Guardia, se vio obligado a abandonar el Palacio de Alejandro de Tsárskoye Seló junto con el resto de los marineros del cuerpo. El investigador Nikolái Sokolov en su obra "El asesinato de la familia real" escribió: "el viejo "tío" del heredero, el contramaestre Derevenko, con cuyos hijos pasaron los primeros años de la vida del heredero, quien lo llevó en sus brazos durante su enfermedad, mostró enojo hacia él en los primeros días del golpe, resultó ser un bolchevique y un ladrón y abandonó a la familia real ..." A. Tanéieva anotó en su diario el 19 de marzo de 1917: “Cuando me llevaron más allá de la guardería de Alekséi Nikoláievich, vi al marinero Derevenko, cómo estaba sentado, recostado en un sillón, y le ordenaba al Heredero que le diera esto o aquello. Alekséi Nikoláievich corría con ojos tristes y sorprendidos, cumpliendo sus órdenes». 
Según Eugene Botkin, el día de la llegada al Palacio de Alejandro, en el que la familia real se encontraba bajo arresto domiciliario, del comandante P. A. Korovichenko designado por el Gobierno Provisional, Andréi Derevenko corrió tras él por el pasillo con reverencias tan bajas que Alekséi Nikoláievich se partió de risa y le dijo a Pierre Gilliard: “¡Mira al gordo, al gordo!».
Sin embargo, el 1 de julio de 1917, “con el permiso del ex Emperador”, Derevenko fue nombrado ayuda de cámara del zarevich. Pero no fue incluido en la lista de personas que acompañaron a la familia real exiliada por el Gobierno Provisional a Tobolsk. Esto supuestamente estaba relacionado con las posdatas expuestas del ex "tío". El comisario del Gobierno Provisional V. S. Pankrátov escribió: “bajo el heredero Alekséi había un "tío", un marinero Derevenko, un semianalfabeto, pero con una tendencia astuta, que disfrutaba de una gran confianza de parte de Alejandra Fiódorovna. Justo antes de partir, presentó una factura (al Coronel Kobylinski) de gastos. En ella resultó que en julio de 1917, el hijo de Nicolás II gastó en sus botas más de 700 rublos. El coronel Kobylinski se indignó y le dijo al marinero Derevenko que no se le permitiría entrar en Tobolsk". El otro "tío" de Alekséi Nikoláievich se exilió con la familia real, como ayuda de guardarropa, el intendente Klimenty Grigórievich Nagorny.
Después de que la familia imperial se fuera al exilio, el ayuda de cámara Derevenko fue despedido del servicio en la corte con una licencia indefinida y también abandonó la capital; se fue con su familia a la gobernación de Olonets. Al mismo tiempo, continuó manteniendo contacto regular tanto con las filas de la Cancillería de la ex emperatriz Alejandra Fiódorovna como con Tobolsk. Se han conservado varias de sus cartas, enviadas a Petrogrado al secretario de la Oficina de la emperatriz Nikitin y a la dama de alcoba de la emperatriz Göringer. Cubren el período comprendido entre septiembre de 1917 y marzo de 1918 y se dedican principalmente a descripciones de sus diversas dificultades materiales y solicitudes de pagos en efectivo. Pero también hay menciones a Tobolsk en ellas. En una carta a Göringer fechada el 21 de septiembre de 1917, Derevenko escribió: “Recibí una carta de Tobolsk, todos están sanos, algunos querían ir, pero les dijeron que no había espacio libre. No sé cuándo llegaré a Tobolsk. ¡María Fiódorovna está de guardia!". En una carta fechada el 14 de noviembre de 1917, escribió: “Recibí una carta de Nagorny el 10 de noviembre. Todo el mundo está sano. Escribe que hasta la primavera no habrá cambios para nadie... Me cuesta vivir ahora. ¡Es una pena que no haya ido a Siberia!”. En cartas a Nikitin, escritas entre enero y marzo de 1918, escribió que “todos reciben cartas de Tobolsk, gracias a Dios, con seguridad, no sé cuándo llegaré allí. Estoy esperando órdenes".

### Final
El destino final de Andréi Derevenko no se conoce con certeza. Según algunos informes, murió de tifus en Petrogrado en 1921.

## Premios
Imperio ruso:
- medallas con la inscripción "Por diligencia":
  - coraza de plata en la cinta de Stanislav (25/03/1907)
  - coraza de plata en la cinta Ánninski (24/12/1910, por 5 años de servicio en servicio extralargo)
  - coraza de oro sobre cinta Ánninski (27.04.1912)
  - cuello de plata en la cinta de Vladímir (19/07/1915)
  - cuello de plata en la cinta de Alejandro (16/06/1916)
- medallas conmemorativas de pecho de bronce ligero:
  - "En memoria de los 100 años de la Guerra Patria" (26/08/1912)
  - "En memoria del 300 aniversario de la dinastía Románov" (21.02.1913)
  - "En memoria del 200 aniversario de la victoria de Gangut" (27/06/1914)
- insignias:
  - Insignia de guardia naval de metal blanco (26/10/1908)
  - Cartel de Kulm "En memoria del 200 aniversario de la tripulación de la Guardia" (08/05/1910)

Extranjero: cruces:
- Cruz de plata de arpillera de la Orden de Felipe el Magnánimo (1910)
- Cruz (signo de la orden... ? ) ? ? ?
- Coraza de oro francesa (20/06/1908)
- Coraza inglesa de plata (25/07/1908)
- Bujará cuello dorado (05/10/1909)
- Coraza sueca de plata (20/06/1909)
- Coraza de plata de Bujará (insignia de aniversario, 04/03/1911)
- Coraza sueca de oro (15/06/1911)
- otras medallas extranjeras

## Familia
Estaba casado con Anna Andréievna, natural de la Gobernación de Olónets, y tuvieron tres hijos: Alekséi, nacido en 1904, Serguéi, nacido en 1908, y Alejandro, en 1912. Todos ellos eran ahijados de la emperatriz Alejandra Fiódorovna y del zarévich, lo que significaba que la educación de los niños era pagada a expensas de la familia imperial y que tendrían un comienzo de carrera favorable en el futuro. Los dos hijos mayores del "tío", junto con el hijo del Dr. Vladímir Derevenko (sin parentesco con él) Kolya, eran compañeros de juegos del zarévich.